# Keine Gleichheit im Unrecht
Keine Gleichheit im Unrecht ist eine Formulierung aus der Rechtsprechung des Bundesverwaltungsgerichts. Sie besagt, dass Personen keinen Anspruch darauf haben, vom Staat rechtswidrig begünstigt zu werden, nur weil dasselbe Organ jemanden anderen rechtswidrig begünstigt hat. In der rechtswissenschaftlichen Literatur sind auch die Schlagworte Keine Gleichbehandlung im Unrecht oder Kein Anspruch auf Fehlerwiederholung gebräuchlich.

## Bedeutung
Nach ständiger Rechtsprechung des Bundesverwaltungsgerichts gibt es kein Recht auf Gleichbehandlung im Unrecht. Damit ist nach einer gängigen Umschreibung gemeint, dass aufgrund des in Artikel 3 des Grundgesetzes für die Bundesrepublik Deutschland verankerten Gleichbehandlungsgrundsatzes keine Gleichbehandlung beansprucht werden kann, die dem objektiven Recht zuwiderläuft. Der öffentlichen Gewalt ist es lediglich verwehrt, bei Maßnahmen, die in die Rechte der Betroffenen eingreifen, systemlos und willkürlich vorzugehen.
Zum Beispiel kann die Erteilung einer Baugenehmigung für ein baurechtswidriges Bauvorhaben nicht deshalb beansprucht werden, weil in anderen Fällen trotz der gleichen Baurechtswidrigkeit eine Baugenehmigung erteilt wurde. Ein weiteres Beispiel: Ein Berufssoldat hatte entgegen den einschlägigen Rechtsvorschriften Briefpapier und Hinweisschilder beschafft. Gegen die gegen ihn verhängte Disziplinarmaßnahme hatte er sich erfolglos mit der Begründung gewandt, er habe diese rechtswidrige Praxis so „vorgefunden“.
Besteht für die staatliche Verwaltung ein Ermessen oder ein Beurteilungsspielraum, so erstreckt sich der Gleichheitssatz auf die sogenannte Selbstbindung der Verwaltung. Eine Behörde muss demnach, soweit sich eine Verwaltungspraxis gebildet hat, tatsächlich gleiche Fälle auch rechtlich gleich behandeln. Eine allgemeine Änderung der Verwaltungspraxis bleibt dabei möglich. Ist aber die von der Behörde geübte Verwaltungspraxis rechtswidrig, so ist aufgrund der aus Art. 20 Abs. 3 GG folgenden Bindung der Verwaltung an Gesetz und Recht eine Gleichbehandlung nicht rechtmäßig und die Behörde nicht gebunden. Der Bürger kann sich niemals erfolgreich darauf berufen, dass in anderen Fällen auch unrechtmäßig gehandelt worden sei.

## Österreich
Aus der in Art. 18 Abs. 1 B-VG angeordneten Bindung der Vollziehung an das Gesetz folgt, dass der allgemeine Gleichheitssatz des Art. 7 Abs. 1 BV-G dem Rechtsunterworfenen keinen Anspruch darauf verschaffen kann, ebenso wie ein anderer nicht gesetzeskonform behandelt zu werden. Dementsprechend stellen sowohl der Verfassungs- als auch der Verwaltungsgerichtshof in ständiger Rechtsprechung fest, dass aus dem Fehlverhalten der Behörde in anderen Fällen kein Recht auf ein gleiches Fehlverhalten abgeleitet werden kann. Denn das „Ergebnis wäre ein Anspruch auf die Nichtanwendung des Gesetzes trotz gegebener Tatbestandsmäßigkeit, was ein innerer Widerspruch wäre“.

## Schweiz
Nach der Rechtsprechung des schweizerischen Bundesgerichtes ergibt sich aus der Bundesverfassung der Schweizerischen Eidgenossenschaft grundsätzlich kein Anspruch auf Gleichbehandlung im Unrecht. Wenn jedoch eine Behörde in ständiger Praxis von dem Gesetz abweicht und zu erkennen gibt, dass sie auch in Zukunft nicht gesetzeskonform entscheiden werde, kann der Bürger verlangen, gleich behandelt, d. h. ebenfalls gesetzwidrig begünstigt zu werden, sofern dem keine anderen berechtigten Interessen entgegenstehen. Das Bundesgericht nimmt jedoch an, die Behörde werde aufgrund seiner Feststellungen im Urteil zur Gesetzwidrigkeit der betreffenden Verwaltungspraxis zu einem gesetzmässigen Handeln zurückkehren.

## Liechtenstein
Eine gesetzwidrige Gleichbehandlung (Gleichbehandlung im Unrecht) „ist nach der Rechtsprechung des Staatsgerichtshofes an strenge Voraussetzungen gebunden (StGH 1997/12, LES 1999, 1 ff.) und in aller Regel zu verneinen (StGH 1998/68, Erw. 3.3)“. Eine solche stehe unter anderem im krassen Gegensatz zu den demokratisch legitimierten Interessen an der Gesetzmäßigkeit von Normen und Entscheiden. „Grundsätzlich vermittelt der Gleichheitssatz nach Art. 31 Abs. 1 LV nur ein Recht auf Gleichbehandlung innerhalb der Gesetze und kein Recht auf deren Verletzung“. Der StGH führt dazu auch aus, dass das Interesse an einer gesetzwidrigen Gleichbehandlung nur dann überwiegen könne, wenn die zuständigen Behörden erkennen ließen, dass sie auch in Zukunft nicht gewillt wären, auf den gesetzmäßigen Pfad zurückzufinden.